# Weinland Wachtenburg
Die Weinland Wachtenburg eG ist eine deutsche Winzergenossenschaft mit Sitz in Wachenheim an der Deutschen Weinstraße.
Sie ist eine der ersten Winzergenossenschaften der Pfalz. Nach Gründungsangaben aller Winzergenossenschaften in der Pfalz, ist nur die Deidesheimer Winzergenossenschaft älter als die Weinland Wachtenburg eG.
Der Wachenheimer Genossenschaft gehören 24 Winzerfamilien an, welche 340 Hektar Land bewirtschaften.
Namensgeber der Weinland Wachtenburg eG ist die Burgruine Wachtenburg in Wachenheim.

## Geschichte
1900 wurde die Genossenschaft Wachtenburg gegründet und zwei Jahre später die Genossenschaft Luginsland. 1969 erfolgte der Zusammenschluss der beiden Genossenschaften. 1971 wurde die Genossenschaft Gönnheim mit dazu genommen. Die Genossenschaft benannte sich im Jahr 1997 in Wachtenburg Winzer eG um.
2010 wurde ein neues Kelterhaus gebaut, welches als eines der modernsten Kelterhäuser in Deutschland gilt.
2020 erfolgte die Umbenennung in Weinland Wachtenburg eG.

## Weinlagen
Trauben für die Genossenschaft kommen aus Weinlagen in Wachenheim, Forst und Deidesheim, darunter auch der Großweinlage Dürkheimer Feuerberg.

## Weine und Sekte
Der Schwerpunkt der Genossenschaft beruht auf Riesling-Weinen. Insgesamt werden 13 weiße und 11 rote Rebsorten in verschiedenen Geschmacksrichtungen angeboten.
In der vorhandenen Vinothek kann das gesamte Sortiment probiert werden.

## Auszeichnungen und Zertifizierungen
Die Weine und Sekte der Wachtenburg Winzer eG werden regelmäßig durch Mundus Vini, die Landwirtschaftskammer und die Deutsche Landwirtschafts-Gesellschaft (DLG) geprüft.
Nach der Bewertung durch die DLG gehören die Wachtenburg Winzer zu den hundert besten Weinbaubetrieben in Deutschland.
Bei der Wein- und Sektprämierung im Neustadter Saalbau wurden die Wachtenburg Winzer von der Landwirtschaftskammer Rheinland-Pfalz mit dem Staatsehrenpreis 2018 geehrt. Das ist nach 2016 und 2017 der dritte Staatsehrenpreis für die Wachenheimer Genossenschaft.